# Adem Aydın
Adem Aydın (* 1. Januar 1987 in Çaykara) ist ein türkischer Fußballspieler.

## Karriere
Aydın durchlief hier die Jugendabteilung von Trabzon İdmanocağı und wechselte 2007 als Profispieler zu Boluspor. Bereits eine Woche nach seinem Wechsel zu Boluspor wurde er an den Viertligisten Ankara Demirspor ausgeliehen. Für diesen Verein absolvierte er bis zum Saisonende fünf Spiele. Im Sommer 2008 wurde er an den Drittligisten Trabzon Karadenizspor abgegeben.
Nach drei Spielzeiten für Trabzon Karadenizspor wechselte er im Sommer 2011 zum Viertligisten Kahramanmaraşspor. Bei diesem Verein gelang ihm auf Anhieb der Sprung in die Startformation. In seiner ersten Saison für Kahramanmaraşspor, der Viertligasaison 2011/12, gelang es ihm mit seinem Team als Playoffsieger in die TFF 2. Lig aufzusteigen. In der 2. Lig beendete man die Saison als Meister und stieg das zweite Mal in Folge auf. Dieses Mal in die zweithöchste türkische Spielklasse, in die TFF 1. Lig.

## Erfolge
mit Kahramanmaraşspor
- Meister der TFF 2. Lig 2012/13 und Aufstieg in die TFF 1. Lig
- Playoffsieger der TFF 3. Lig 2011/12 und Aufstieg in die TFF 2. Lig